# The Window (album)
Albums de Cécile McLorin Salvant
Dreams and Daggers (en)
(2017) Ghost Song
(2022)
The Window est un album de la chanteuse et pianiste de jazz franco-américaine Cécile McLorin Salvant, enregistré en duo avec le pianiste américain Sullivan Fortner, publié le 28 septembre 2018 chez Mack Avenue Records (en).
L'album est Coup de cœur Jazz et Blues 2018 de l'Académie Charles-Cros, et remporte le Grammy Award du meilleur album de jazz vocal 2019.

## À propos de l'album
Sullivan Fortner, pianiste réputé de la scène new-yorkaise, a un soir invité Cécile McLorin Salvant à chanter à ses côtés en club. Bouleversée par l'expérience, la chanteuse lui propose de prolonger l'aventure, et les deux musiciens sont partis dans une petite tournée. On pouvait d'ailleurs déjà entendre les deux musiciens en duo sur You've Got to Give Me Some dans le précédent album de la chanteuse Dreams and Daggers (en). Pour Pitchfork, Fortner « n'a pas le rôle d'accompagnateur, il rejoint plutôt Salvant dans la conversation qu'elle a avec les chansons, parfois même se disputant à leur propos avec elle. Il jongle entre le blues, le jazz et la musique classique avec une fuidité remarquable ».
Cécile McLorin Salvant signe l'illustration et le graphisme de la pochette.
Les chansons sont enregistrées en studio et en live au Village Vanguard.

## À propos des morceaux
Pour la chanteuse, ce disque, qui contient principalement des chansons d'amour, est « une exploration de l'identité ». Si certaines sont connues, Savant est surtout allée chercher dans morceaux oubliés,.
Le répertoire est assez varié, la chanteuse allant piocher des textes qui l'interpellent de Stevie Wonder (Visions, tiré de l'album Innervisions) Aretha Franklin, disparue juste avant la sortie du disque (One Step Ahead), Leonard Bernstein (Somewhere, tiré de West Side Story) ou Damia,. On entend quelques standards assez rares, comme By Myself et Wild is Love. La chanteuse s'approprie de manière très personnelle chacun des titres, qui peut rappeler le cabaret.
À clef est la première chanson en français que Cécile McLorin Salvant a écrite et enregistrée.

## Réception critique
La critique accueille très favorablement l'album : Variety, NPR, FIP, La Première, etc.
Pour AllMusic, Matt Collar écrit : « ensemble, ils jouent avec une énergie inépuisable et amoureusement créative, jouant sur plusieurs registres d'émotion, à tel point qu'on oublie qu'ils ne sont que deux. Malgré sa virtuosité, The Window est un album intense et surtout très intime, comme si Salvant et Fortner ne jouaient que pour vous ». Pour Chris Pearson (The Times) : « la voix hors du commun et l'intelligence de l'interprétation de Salvant révèle des aspects inattendus [des chansons]. Sullivan Fortner, un pianiste tout aussi original et étrange, est son accompagnateur idéal ». Dans DownBeat, John McDonough, s'il apprécie l'album, regrette que le choix du répertoire soit un peu inégal.
Pour Citizen Jazz, « le disque ouvre sur Visions de Stevie Wonder et s’il n’y avait qu’une seule raison pour l’acheter, ce serait pour écouter cette reprise. Toute la tension, la maîtrise et le grain de folie de la voix de Cécile McLorin Salvant est concentré dans cette chanson. Car cette chanteuse possède le don, rare, d’être à la fois une interprète très précise et très juste tout en restant en équilibre entre fêlures (plus ou moins volontaires) et fantaisie. Une voix qui fait oublier tout le travail nécessaire à son accomplissement. »

## Pistes
| No  | Titre                                        | Musique                                   | Durée |
| --- | -------------------------------------------- | ----------------------------------------- | ----- |
| 1.  | Visions                                      | Stevie Wonder                             | 4:11  |
| 2.  | One Step Ahead                               | Charles Singleton/Eddie Snyder            | 2:09  |
| 3.  | By Myself                                    | Howard Dietz/Arthur Schwartz              | 2:34  |
| 4.  | The Sweetest Sounds                          | Richard Rodgers                           | 4:55  |
| 5.  | Ever Since the One I Love's Been Gone (live) | Buddy Johnson                             | 5:52  |
| 6.  | À Clef                                       | Cécile McLorin Salvant                    | 2:05  |
| 7.  | Obsession                                    | Dori Caymmi/Tracy Mann/Gilson Peranzzetta | 3:10  |
| 8.  | Wild Is Love                                 | Ray Rasch/Dorothy Wayne                   | 3:21  |
| 9.  | J'ai l'Cafard                                | Louis Despax/Jean Eblinger                | 3:00  |
| 10. | Somewhere (live)                             | Leonard Bernstein/Stephen Sondheim        | 7:10  |
| 11. | The Gentleman Is a Dope                      | Oscar Hammerstein II/Richard Rodgers      | 4:29  |
| 12. | Trouble Is a Man                             | Alec Wilder                               | 3:47  |
| 13. | Were Thine That Special Face                 | Cole Porter                               | 3:19  |
| 14. | I've Got Your Number                         | Cy Coleman/Carolyn Leigh                  | 5:00  |
| 15. | Tell Me Why                                  | Al Alberts/Marty Gold                     | 3:28  |
| 16. | Everything I've Got Belongs to You           | Lorenz Hart/Richard Rodgers               | 1:10  |
| 17. | The Peacocks                                 | Jimmy Rowles/Norma Winstone               | 9:34  |

## Musiciens
- Cécile McLorin Salvant : chant
- Sullivan Fortner : piano sur tous les titres, piano et orgue sur One Step Ahead, orgue sur J'ai l'cafard
- Melissa Aldana : saxophone ténor sur The Peacocks